# エドゥアルド・ドミンゲス
エドゥアルド・ロドリゴ・ドミンゲス（Eduardo Rodrigo Domínguez, 1978年9月1日 - ）は、アルゼンチン・ラヌース出身の元サッカー選手、現サッカー指導者。現役時代のポジションはDF。
妻はカルロス・ビアンチの娘である。

## 経歴
1996年にCAベレス・サルスフィエルドからデビューし、マルセロ・ビエルサ監督の下で1998クラウスーラを制した。2002年までベレスに在籍し、2002年から2003年にはクルブ・オリンポにレンタル移籍すると、レギュラーとしてプレーした。2003年にラシン・クルブに移籍したが、同クラブでは深刻な怪我に悩まされた。2005年にはCAインデペンディエンテに移籍し、すぐにかつてのようなコンディションを取り戻した。
2006年、コロンビアのインデペンディエンテ・メデジンに移籍し、クラブの中心選手となった。2シーズンをコロンビアで過ごし、2008クラウスーラを前にCAウラカンに移籍すると、ここでも中心選手としての地位を確立した。2008年7月8日、メジャーリーグサッカーのロサンゼルス・ギャラクシーに移籍した。夏の移籍期間が7月15日に正式に開始し、7月19日のニューヨーク・レッドブルズ戦でデビューした。2009年1月、古巣ウラカンと1年半契約を結んだ。
2015年限りで現役を引退し指導者に転向し、ウラカンの監督に就任。2017年1月よりCAコロンを率いることが発表された。

## 個人成績
| リーグ                   | 出場  | 得点 |
| ------------------------ | ----- | ---- |
| プリメーラ・ディビシオン | 0 172 | 0 13 |
| カテゴリア・プリメーラA  | 0 52  | 0 4  |
| メジャーリーグサッカー   | 0 3   | 0 0  |
| 南米カップ戦             | 0 16  | 0 1  |